# Pittsfield (Massachusetts)
Pittsfield – jest największym miastem i stolicą hrabstwa Berkshire, w stanie Massachusetts, w Stanach Zjednoczonych.

## Gospodarka
W mieście rozwinął się przemysł elektrotechniczny, chemiczny, włókienniczy oraz papierniczy.

## Religia
- Parafia Świętej Rodziny

## Sport
- Pittsfield Mets (1989-2001), klub baseballowy

## Miasta partnerskie
- Cava de' Tirreni
- Ballina
- Ch'ŏngju
- Malpaisillo